# Hofhaus (Langendernbach)

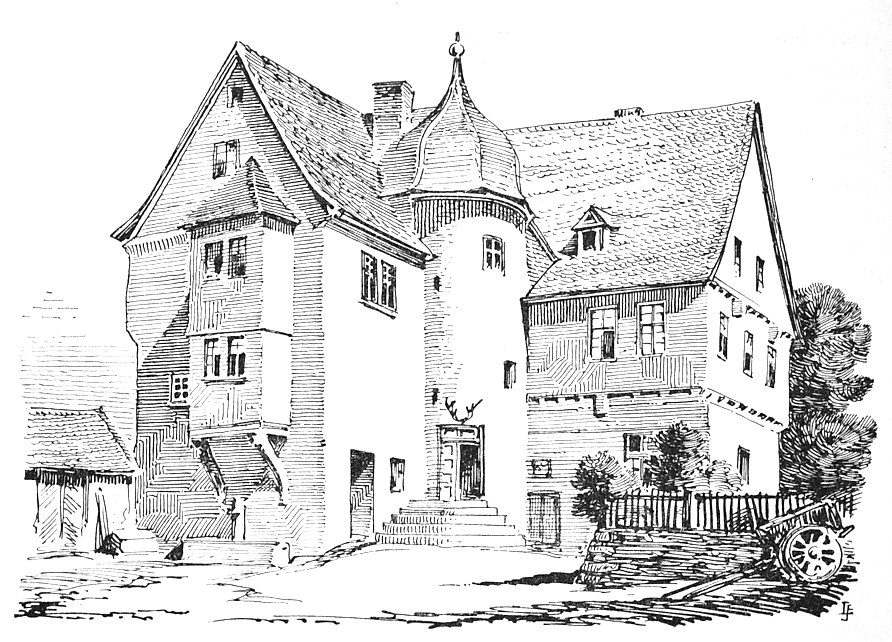
Das Hofhaus Anfang des 20. Jahrhunderts im Denkmalführer von Ferdinand Luthmer. Band III.

Das Hofhaus in Langendernbach im Westerwald ist ein im Wesentlichen aus dem 16. Jahrhundert stammendes Gebäude, das aus zwei rechtwinklig aneinandergesetzten Teilen besteht. Ein Flügel ist massiv aus Steinen gemauert, bei dem anderen ist das Erdgeschoss massiv, Obergeschoss und Dachgiebel aus Fachwerk.
Die Bezeichnung „Hofhaus“ weist darauf hin, dass es sich um das Hauptgebäude eines Adelshofes handelte, der noch aus weiteren Wirtschafts- und Nebengebäuden sowie einer Mühle bestand. „Hofhaus“ kann also sowohl das heute noch stehende Hauptgebäude, als auch das historische Hofgut als Ensemble aller Gebäude und angrenzenden Grundstücke meinen.
Eine gewisse Berühmtheit erlangte das Hofhaus dadurch, dass zwischen 1602 und 1636 Christine von Diez mit ihrer Familie hier lebte. Christine war das uneheliche Kind der Prinzessin Anna von Sachsen, der zweiten Frau von Wilhelm von Oranien, und ihrem Liebhaber Jan Rubens. Somit war sie die Halbschwester so bedeutender Persönlichkeiten wie Moritz von Oranien und Peter Paul Rubens.
Bis ins 20. Jahrhundert sagte man zum Hofhaus auch „Haus Langendernbach“.
Häufig wird das Hofhaus mit dem nicht mehr bestehenden Volenhof verwechselt.

## Bauzustand und Renovierungen

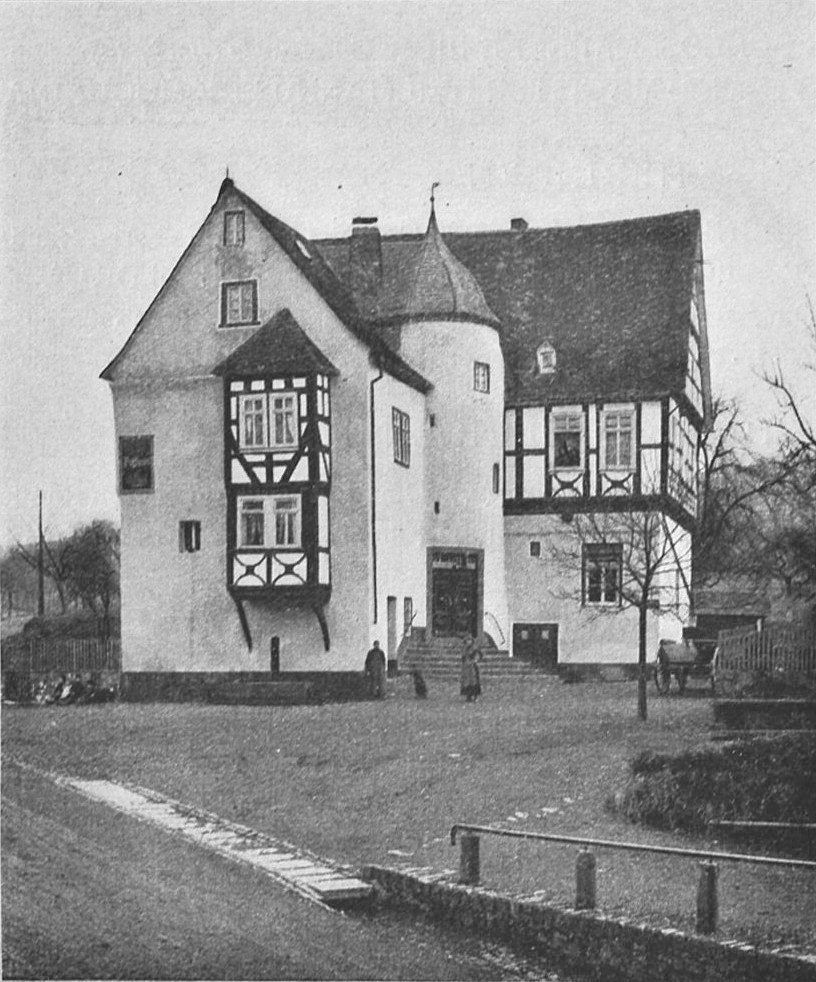
Das Hofhaus um 1920 im Denkmalführer von Ferdinand Luthmer. Band VI.

Das Hofhaus ist trotz vieler im Innern vorgenommener Umbauten, mehrerer Brände und sehr wechselvoller Besitzergeschichte sehr gut erhalten.
Die Fachwerkteile des Hofhauses waren zeitweilig verputzt, wie man noch auf einer Anfang des 20. Jahrhunderts entstandenen Zeichnung sieht. 1912 wurde eine Renovierung mit Mitteln des Landes Preußen durchgeführt, bei der Fachwerk vom „Bewurf“ befreit wurde, wie man auf einem 1921 veröffentlichten Foto erkennt.
Eine weitere Renovierung erfolgte 1987–1990.

## Baugeschichte

### Ursprünge und 16. Jahrhundert
Auf dem Grundstück, in vorteilhafter Lage oberhalb des alten Ortskerns, stand schon vorher ein Hof, der sogenannte Bonhof (oder Bonenhof). Er war wohl ursprünglich ein Lehen, das die Grafen von Sayn denen von Schönborn gegeben und 1490 wieder eingezogen hatten.
Das Wort „Bonhof“ lässt sich von „Schönbornhof“ ableiten, worauf der Heimatforscher Günther Schopf hingewiesen hat.
Über die weitere Baugeschichte des Hofhauses gibt es unterschiedliche Aussagen. Hellmuth Gensicke und Josef Hörle entnahmen den Archivalien des Hauptstaatsarchives Wiesbaden, dass der Fachwerkbau erst Anfang des 17. Jahrhunderts vom Besitzer Bernkott errichtet wurde. Teilweise wurde auch die Ansicht vertreten, dass der steinerne Gebäudeflügel von Besitzer Obentraut als Anbau an das vorher bestehende Fachwerkhaus gebaut worden sei.
Nach einem im Auftrag des Hessischen Denkmalamtes im Jahre 1987 aufgenommenen Befund gab es allerdings folgende drei Bauphasen:
1. Der massive Nordwest-Flügel, ehemals „Steinernes Haus“ genannt, stammt zumindest in Teilen noch vom ursprünglichen, wohl als Bonhof bezeichneten Gebäude und wurde vor 1556 errichtet. Die auf einem Balken im Erdgeschoss angebrachte Datierung „1477“ gilt als möglich, wurde aber nachträglich angebracht.
2. Der Fachwerk-Anbau wurde 1556 von den neuen Besitzern Oswald von Obentraut und seiner Frau Magdalena von Reifenberg an das Steinerne Haus gesetzt. Das Baujahr 1556 ist heute noch auf einem, auch das gemeinsame Wappen der Eheleute tragenden Stein über der Kellertür zu sehen.
Die Obentraut (auch: Obentraud) waren, ebenso wie die Reifenberg, ein altes Westerwälder Adelsgeschlecht aus der Region. Ihren Namen hatten sie von dem später ausgegangenen, zwischen Langendernbach und Wilsenroth oder auf der Dornburg liegenden Dorf Aventrothe (auch: Abintrode). Mehrere Generationen der Obentraut dienten vom 14.–16. Jahrhundert als Westerburger Burgmannen. Das Hofgut hatten sie wohl 1492 von den Grafen von Sayn übereignet bekommen.
Zwischen 1574 und 1577 ergänzte man das Gebäude um den Treppenturm.
Oswald von Obentraut starb 1577 kinderlos und vererbte das Hofhaus den beiden Söhnen seines in der Pfalz lebenden Bruders, nämlich Johann Bartels und Conrad. Nachdem Conrad 1595 gestorben war, blieb Johann Bartels als einziger Besitzer übrig und verkaufte das ganze Anwesen 1602 an Johann Wilhelm von Welschenengsten genannt Bernkott und seine Frau Christine von Diez.
3. Der neue Eigentümer Bernkott ließ 1614 den aktuell mit Schiefer verkleideten Erker in Fachwerk-Bauweise an das Steinerne Haus anbauen. Somit würde sich auch die in den Akten ersichtliche Bautätigkeit von Bernkott erklären. Die teilweise vertretene Auffassung, der Erker sei erst 1728 von einem anderen Haus entnommen und an das Hofhaus angebaut worden, ist wohl überholt. Vielmehr bestätigte das 1987 durchgeführtes Baugutachten für den Erker das Anbaujahr 1614.

### Das Hofhaus als adeliger Gutshof
1602 wurde das Hofhaus so beschrieben:
„Haus Langendernbach mitsamt bestehenden Scheuern, Ställen und geschlossener Hofraite. Item bei dem Haus die Mohl mit einem Gang oder Lauf, nach dem Dorf gelegen, mitsamt zwischen dem Haus und der Mühle liegendem Baumgarten. Item auf der anderen Seite zwischen dem Weiherstück und dem Haus ein Baum- und Kohlgarten und darin liegende drei Weiher.“
Die Hofraite war wie eine Wasserburg mit einem gefluteten Graben geschützt. Es gab einen oberen, mit einer Zugbrücke geschützten Zugang und einen unteren zur Mühle.
Schon die Obentraut hatten den Besitz des Hofhauses beträchtlich vermehrt. Bei der Übergabe an Bernkott hatte das Hofgut Anrechte auf Abgaben aus dreizehn Dörfern, in der Regel den Zehnten. Insgesamt, auch in Langendernbach selbst, war der Besitz stark zersplittert, was Verwaltung und Kontrolle erschwerte. Es kam mehrfach zu Konflikten, als Bernkott weiteren Besitz hinzukaufte.

### Das Hofhaus unter Bernkott von Welschenengsten und Christine von Diez (1602–1637)

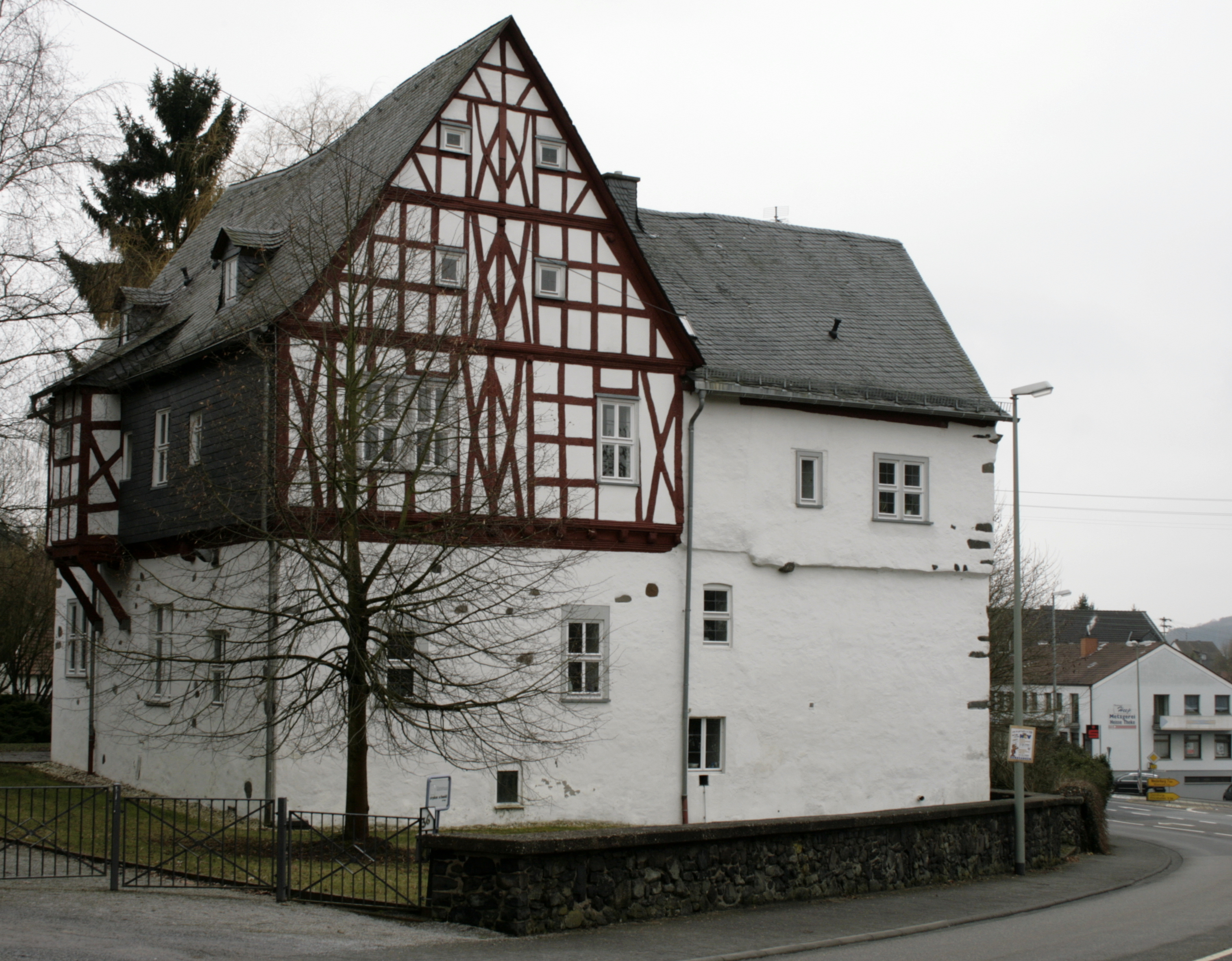
Langendernbach Hofhaus im Jahr 2009. Nordseite.

Johann Wilhelm von Welschenengsten genannt Bernkott und seine Frau Christine von Diez lebten mit Unterbrechungen zwischen 1602 und 1637 im Hofhaus. Vor allem durch Christine, die uneheliche Tochter der Anna von Sachsen, der zweiten Frau von Wilhelm von Oranien, hat das Hofhaus bis auf den heutigen Tag eine überregionale Bedeutung und eine gewisse Berühmtheit erlangt. Christines Mutter war immerhin eine Prinzessin von Sachsen, des damals mächtigsten deutschen Staates, und ihr Vater Jan Rubens, der Liebhaber von Anna, hatte mit Peter Paul Rubens einen weltberühmten Maler als Sohn, dessen Halbschwester Christine also war.
Bernkott war Offizier und hatte wechselnde Engagements bei verschiedenen Auftraggebern. Deshalb war er häufig außer Haus.
Während den Wirren des Dreißigjährigen Krieges wurde auch Langendernbach schwer heimgesucht. Unter anderem wurde das Hofhaus 1631/32 von schwedischen Truppen geplündert.
In dieser Zeit lebte Christine mit den Kindern überwiegend in dem aus dem Familienbesitz der Bernkotts stammenden „Haus Andernach“ am Rhein sowie zwischen 1624 und 1636 im Schloss Bruch an der Wied, das Bernkott von einem der Grafen von Sayn-Wittgenstein gepachtet hatte.

### Theis Hörlen
Der Fels in der Brandung war in diesen Jahren der aus Weißenberg im Hohen Westerwald stammende Hofverwalter Matthias „Theis“ Hörlen, dem sein Nachfahre Josef Hörle in der von ihm verfassten Ortsgeschichte von Langendernbach ein Denkmal gesetzt hat.
In einer Zeit, als das Hofgut im Krieg ohne die geflüchtete Herrschaft, ohne entlassenes Gesinde und verkaufte Tiere dalag, pflügte Hörlen auch schon mal mit einem einzigen verbliebenen Knecht selbst die Äcker.

### Das Hofhaus unter Kontrolle von Johann Ludwig von Hadamar (1636–1649)
Die nie in einem ordentlichen Gerichtsverfahren bewiesene Anklage gegen Bernkott, er habe auch schwedischen Truppen gedient, führte dazu, dass der Kurfürst von Köln und Johann Ludwig von Nassau-Hadamar, also der eigene Landesherr, 1636/37 den kompletten Besitz von Bernkott und Christine beschlagnahmten.
Bernkott starb noch während des gegen ihn angestrengten Verfahrens 1636, Christine floh im selben Jahr ins Elsass, wo sie um Weihnachten 1637 ebenfalls verstarb.
Das Hofhaus wurde 1636 von Beauftragten des Hadamarer Grafen ausgeräumt und die Landwirtschaft unter seiner Kontrolle weiterbetrieben. Beständige Eingaben von Christine und ihren Angehörigen, die ihren Besitz zurückforderten, hatten keinen Erfolg, auch nicht Drohungen von Christines Schwiegersohn Quernheim, der 1638 als Kommandant einer schwedischen Festung an Johann Ludwig schrieb.
Die ganze Zeit über hielten Christine und ihre Familie den Kontakt mit Theis Hörlen aufrecht. Diesem wurde aber vom Hadamarer Grafen untersagt, irgendwelche Direktiven von Christine und ihren Verwandten entgegenzunehmen.

### Rückgabe des Hofhauses 1649 und die Besitzer Berstett und Quernheim
Nach dem Westfälischen Frieden und dem dort vereinbarten „Normaljahr“ sollten alle Besitz- und konfessionellen Verhältnisse auf den Stand von 1624 zurückkehren. Johann Ludwig hielt sich zwar bei anderen Themenkomplexen nicht daran, Christines zweite Tochter Catarina hatte aber neben dem Vertragstext ein weiteres wichtiges Argument: sie hatte in zweiter Ehe den in kaiserlichen Diensten stehenden Hugo Weirich zu Berstett geheiratet.
Am 8. März 1649 trat dann die Familie Berstett in den Besitz des Hofhauses, das sie 1657 an Christoph Sittig zu Quernheim, den ältesten Enkel aus Catarinas erster Ehe abtrat.

### Von 1657 bis 1822

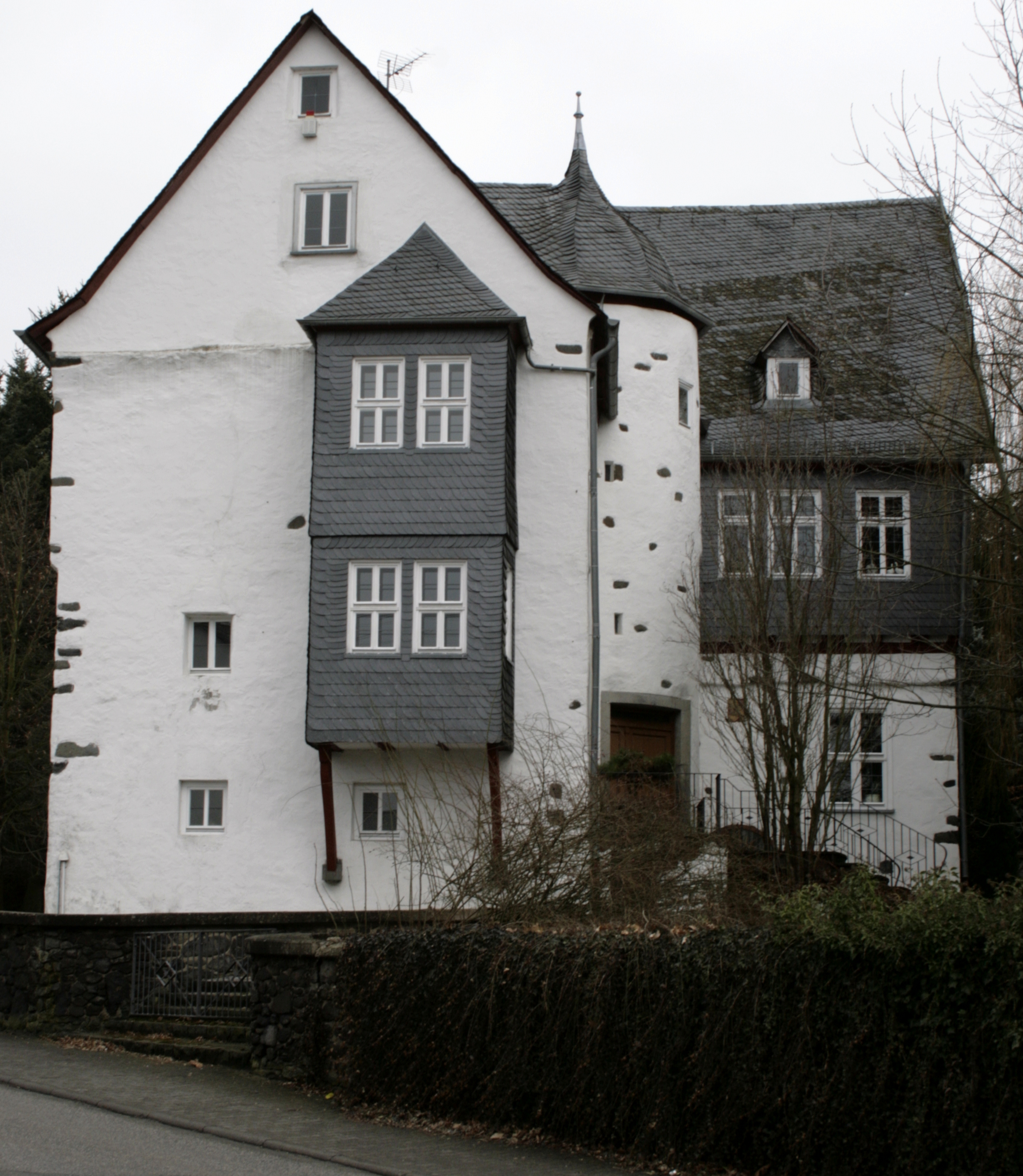
Langendernbach Hofhaus im Jahr 2009. Südwestseite.

Die Familie Quernheim bewirtschaftete das Hofhaus bis 1757. Dann wechselte noch mal viel Geld den Besitzer, als das gesamte Hofgut mit allen Liegenschaften in den Bestand der landwirtschaftlichen Domänen des Hauses Oranien-Nassau überging. 25.000 Gulden in fünf Raten wurden aus den Niederlanden gezahlt.
Fortan wurde das Hofhaus vom oranien-nassauischen Hof in Den Haag, der zur Verwaltung der Westerwälder Stammlande eine Provinzregierung in Dillenburg eingerichtet hatte, regelmäßig an Landwirte verpachtet. Die Pachtgebühren lagen zunächst zwischen 600 und 800 Gulden.
Seit 1806 ging die Domänenverwaltung, jetzt vorübergehend vom Großherzogtum Berg betrieben, dazu über, das Hofhaus mit den unmittelbar angrenzenden Grundstücken auf der einen Seite sowie die auf bis zu 27 Lose zerstückelten außenliegenden Wiesen und Äcker getrennt an Langendernbacher Bürger zu verpachten. Für letztere Grundstücke wurde die Pacht in Naturalien erhoben.
Schule der reformierten Kinder
Von 1767 bis 1797 diente ein Raum des Hofhauses den Kinder von sieben reformierten (kalvinistischen) Familien als Schule. Die Mittel dafür stellte die Dillenburger Regierung zur Verfügung. Es handelte sich um Schüler von fünf Familien aus Langendernbach und je einer aus Frickhofen und Waldmannshausen.
Da während der Revolutionskriege das komplette Hofhaus von wechselnden Truppen requiriert war, mussten diese Schüler ausweichen und wurden daraufhin in privaten Räumen untergebracht.
Ab 1817 führte das Herzogtum Nassau als erster deutscher Staat die Simultanschule für alle Konfessionen ein, so dass die reformierten Kinder mit den katholischen, lutherischen und jüdischen zusammen in die staatliche Schule gehen konnten, die damals am Kirchweg stand, auf dem Platz des heutigen Pfarrhauses.

### 1822 bis heute
1822 versteigerte die nassauische Regierung in Wiesbaden das Hofhaus endgültig an einen privaten Besitzer, nämlich Johannes Heep.
Seitdem gab es zahlreiche Besitzerwechsel und niemand schien so recht glücklich mit dem Anwesen zu werden. In Langendernbach sagten die Leute: „Wer das Hofhaus pachtet, kommt an den Bettelstab.“
In den 1960er Jahren wurde im Hofhaus ein Hotel betrieben, später versuchte sich eine Zeit lang auch ein „Feinschmeckerlokal“. Nichts davon hatte Bestand.
In diesen Jahren wurden auch nicht denkmalgerechte Umbauten im Innern vorgenommen. Die landwirtschaftlichen Nebengebäude verschwanden nach und nach vollständig. Nach außen liegende Teile des Grundstückes wurden verkauft und privat bebaut. Die größte Veränderung des Hofgutes bestand in Ausbau und Asphaltierung der Straße nach Irmtraut, die das Anwesen mit ehemals beträchtlichen Ausmaßen förmlich zerschnitt.
Im Jahre 1987 wurde vom Fachunternehmen für Restaurierung Schlöder & Kassner aus Wunstorf im Auftrag des Hessischen Landesamtes für Denkmalpflege ein umfangreiches Baugutachten erstellt. Ein geradezu spektakulärer Fund war eine Wand im Erdgeschoss, auf der 96 Anstriche nachgewiesen und einzeln identifiziert werden konnten. Offenbar wurde hier früher Ernte eingelagert. Die älteste Schicht war ein weißer Kalkanstrich, die neueste eine moderne Kork-Tapete.
Seit 1996 wird das Hofhaus durch die ortsansässige Firma Schmidt Tone als Gästehaus genutzt.
Seit 2009 steht das Gebäude unter Denkmalschutz.

## Volenhof
Häufig wird das Hofhaus mit dem nicht mehr bestehenden Volenhof verwechselt. Diese irrige Annahme geht auf Christian Daniel Vogel und seine „Beschreibung des Herzogthums Nassau“ zurück.
Es handelt sich jedoch um zwei völlig verschiedene Anwesen. Der Volenhof gehörte zunächst dem Adelsgeschlecht der Folen (auch Foilen) von Irmtraut. Durch Heirat ging der Hof an den nassauischen Amtmann Meffert von Brambach (1485–1531) und wurde in der Folge Brambachshof genannt. Derselbe Meffert von Brambach war Eigentümer des Hauses, in dem Christines Vater Jan Rubens während seiner Siegener Zeit lebte. Anfang des 17. Jahrhunderts kam Bernkott in den Besitz des Hofes, zunächst als Pächter. Der ehemalige Volenhof wurde wie das Hofhaus von Johann Ludwig von Nassau-Hadamar beschlagnahmt und kam 1649 wieder an die Erben von Bernkott und Christine zurück.
Der Volenhof/Brambachshof lag im Dorf. Um 1600 herum gab es in Langendernbach neben diesen beiden noch neun weitere Höfe. Außer dem Hofhaus und dem Volenhof war der Klosterhof (oder Westerburger Hof) der bedeutendste.

## Online-Quellen
- Landesamt für Denkmalpflege Hessen (Hrsg.): Limburg-Weilburg, Dornburg Langendernbach In: DenkXweb, Online-Ausgabe von Kulturdenkmäler in Hessen
- Hofhaus Langendernbach, Gemeinde Dornburg. Burgen, Schlösser, Herrenhäuser.  In: Landesgeschichtliches Informationssystem Hessen (LAGIS).